# مونريالي
مونريالي (بالإيطالية: Monreale)‏ بلدة ضمن مقاطعة باليرمو في صقلية وتبعد حوالي كيلومترين اثنين فقط عن مدينة بلرم سكانها 31.964 نسمة. تشتهر عالميا بكاتدرائيتها التي تعود للقرن الثاني عشر المعروفة بدوومو.

## السكان
في سنة 1861 بلغ عدد السكان 13٬263 نسمة، وتطور العدد ليصل في سنة 2011 لـ 38٬018 نسمة.
يظهر هذا المخطط البياني تطور النمو السكاني لـ مونريالي

## توأمة
لمونريالي اتفاقيات توأمة مع:
- بييلسكو-بياوا

## أعلام
- غيدو ميسينا
- أنطونيو فينيزيانو